# Premios Martín Fierro de Cable
Los Premios Martin Fierro de Cable se entregan en Argentina a programas de cable, organizados por la Asociación de Periodistas de la Televisión y la Radiofonía Argentinas.

## Historia
Los Premios Martín Fierro comenzaron en la década de los años 50. Sin embargo, este Premio comenzó a entregarse a partir del año 1995. Desde el año 2015, en el cual se premió la producción del año 2014, se entregó el Premio Martín Fierro de Cable de Oro.

## Canales de cable actuales
- A24.
- América Sports.
- Argentinísima Satelital.
- C5N.
- Canal 26.
- Canal (á).
- Canal Rural.
- Encuentro.
- Canal de la Ciudad.
- Ciudad Magazine.
- Cosmopolitan TV (Latinoamérica).
- Comedy Central (Latinoamérica).
- Crónica Televisión.
- DSports.
- Disney Channel (Latinoamérica).
- Disney Junior (Latinoamérica).
- El Gourmet.
- ESPN (Latinoamérica).
- Fox Sports (Latinoamérica).
- Información Periodística.
- KZO.
- La Nación +.
- Metro.
- Pakapaka.
- Quiero música en mi idioma.
- Sólo Tango.
- Space.
- History (Latinoamérica).
- TNT Sports.
- Todo Noticias.
- TyC Sports.
- VH1 (Latinoamérica).
- Volver.

## Canales de cable extintos
- CN23.
- CVN o CableVisión Noticias.
- Fashion TV.
- P+E.
- Playhouse Disney Channel (Latinoamérica).
- Plus Satelital.
- Red de Noticias.
- Magic Kids.
- Utilísima.

## Categorías premiadas de TV
1. Labor/conducción masculina.
2. Labor/conducción femenina.
3. Labor periodística masculina.
4. Labor periodística femenina.
5. Noticiero.
6. Producción integral.
7. Servicio informativo.
8. Interés general.
9. Cultural / educativo.
10. Labor periodística deportiva.
11. Música: Pop / Rock / Latino.
12. Música: Tango.
13. Música: Folclore.
14. Programa periodístico deportivo.
15. Programa deportivo.
16. Noticiero deportivo.
17. Programa culinario.
18. Programa de temas médicos.
19. Programa infantil.
20. Mejor ficción en internet.
21. Documental.
22. Programa femenino.
23. Programa de servicios.
24. Programa de juegos / entretenimientos.
25. Económico.
26. Labor humorística.
27. Programa de moda y tendencias.
28. Programa periodístico.
29. Programa rural.
30. Martín Fierro a la Trayectoria (especial).
31. Martín Fierro Homenaje (especial).

## Ediciones
| Edición | Producción | Fecha de la gala         | Presentadores                                         | Canal                                   | Índice de audiencia |
| ------- | ---------- | ------------------------ | ----------------------------------------------------- | --------------------------------------- | ------------------- |
| 1º      | 1994       | 15 de junio de 1995      | Alejandro Rial y Cecilia Laratro                      | Cablevisión                             |                     |
| 2º      | 1995       | 1996                     | Juan Carlos Mendizábal y Elizabeth Márquez            | Siempre Mujer                           |                     |
| 3º      | 1996       | 6 de octubre de 1997     | Matías Martin y Daniela Fernández                     | CV-Sat (Cablevisión) 26 TV (Multicanal) |                     |
| 4º      | 1997       | 1998                     | Leo Montero y Daniela Fernández                       | TyC Sports                              |                     |
| 5º      | 1998       | 1999                     | Mariano Peluffo y Maby Wells                          | Volver                                  |                     |
| 6º      | 1999       | 2000                     | Alejandro Fantino y Anita Martínez                    | TyC Sports                              |                     |
| 7º      | 2000       | 27 de noviembre de 2001  | Jorge Rossi y María Belén Aramburu                    | Plus Satelital                          |                     |
| 8º      | 2001       | 1 de diciembre de 2002   | Marley y Nora Briozzo                                 | Canal Siete                             |                     |
| 9º      | 2002       | 17 de diciembre de 2003  | Silvina Chediek                                       | Canal (á)                               |                     |
| 10º     | 2003       | 2 de diciembre de 2004   | Jorge Rossi y María Vázquez                           | Plus Satelital                          |                     |
| 11º     | 2004       | 5 de septiembre de 2005  |                                                       | Plus Satelital                          |                     |
| 12º     | 2005       | 23 de octubre de 2006    | Guillermo Andino y Viviana Semienchuk                 | Fox Sports                              |                     |
| 13º     | 2006       | 27 de noviembre de 2007  | Germán Paoloski y Viviana Semienchuk                  | Fox Sports                              |                     |
| 14º     | 2007       | 10 de noviembre de 2008  | José María Listorti y Gabriela Sobrado                | Magazine                                |                     |
| 15º     | 2008       | 8 de diciembre de 2009   | Mariano Peluffo y María Susini                        | C5N                                     |                     |
| 16º     | 2009       | 24 de octubre de 2010    | Horacio Cabak y Gabriela Sobrado                      | Magazine                                |                     |
| 17º     | 2010       | 16 de octubre de 2011    | Iván de Pineda y Gabriela Sobrado                     | Magazine                                |                     |
| 18º     | 2011       | 28 de octubre de 2012    | Horacio Cabak y Gabriela Sobrado                      | Magazine                                |                     |
| 19º     | 2012       | 16 de octubre de 2013    | Horacio Cabak y Gabriela Sobrado                      | Magazine                                |                     |
| 20º     | 2013       | 6 de octubre de 2014     | Horacio Cabak y Gabriela Sobrado                      | Magazine                                |                     |
| 21º     | 2014       | 9 de octubre de 2015     | Beto Casella y Daniela Ballester                      | C5N                                     |                     |
| 22º     | 2015       | 12 de septiembre de 2016 | Horacio Cabak y Gabriela Sobrado                      | Ciudad Magazine                         |                     |
| 23°     | 2016       | 25 de septiembre de 2017 | Horacio Cabak y Gabriela Sobrado                      | Ciudad Magazine                         |                     |
| 24º     | 2017       | 24 de septiembre de 2018 | Horacio Cabak y Gabriela Sobrado                      | Ciudad Magazine                         |                     |
| 25º     | 2018       | 9 de septiembre de 2019  | Horacio Cabak y Gabriela Sobrado                      | Ciudad Magazine                         | 0.24                |
| 26º     | 2019-2020  | 9 de noviembre de 2021   | Carolina "Pampita" Ardohain y Joaquín "Pollo" Álvarez | Crónica Televisión                      |                     |
| 27°     | 2021       | 20 de octubre de 2022    | Carolina "Pampita" Ardohain y Joaquín "Pollo" Álvarez | Crónica Televisión                      |                     |
| 28°     | 2022-2023  | 1 de diciembre de 2024   | Leo Montero y Karina Mazzocco                         | América TV                              | 1.9                 |

## Martín Fierro de Cable de Oro
| Producción | Ganador                | Género u oficio | Canal           | Referencia |
| ---------- | ---------------------- | --------------- | --------------- | ---------- |
| 2014       | En el camino           | Viajes          | TN              | [ 3 ]      |
| 2015       | Nelson Castro          | Periodista      | TN              | [ 4 ]      |
| 2016       | La jaula de la moda    | Moda            | Ciudad Magazine | [ 5 ]      |
| 2017       | A dos voces            | Político        | TN              | [ 6 ]      |
| 2018       | El host                | Entretenimiento | Fox Channel     | [ 7 ]      |
| 2019       | Bios                   | Cultural        | NatGeo          |            |
| 2020       | Servicio informativo   | Noticiero       | Crónica TV      |            |
| 2021       | Samuel Chiche Gelblung | Periodista      | Crónica HD      |            |